# Battery (US-amerikanische Band)
Battery ist eine US-amerikanische Hardcore-Band aus Washington, D.C., die im Jahr 1990 gegründet wurde und sich 1998 wieder auflöste. Die Band gehörte der Straight-Edge-Bewegung an.

## Geschichte
Battery wurde 1990 unter dem Namen Fury gegründet. Im Jahr 1991 veröffentlichten sie eine selbstbetitelte 7"-Single bei Deadlock Records. Auf dem Tonträger waren Brian McTernan als Sänger, Ken Olden und Matt Squire als Gitarristen, Toshi Yano als Bassist und Zac Eller als Schlagzeuger zu hören. Die Lieder dieser Single wurden später neu aufgenommen und auf der EP We Won't Fall im Jahr 1993 veröffentlicht. Die EP erschien bei dem deutschen Label Lost & Found Records.
Die Band erhöhte ihre Bekanntheit in Europa, insbesondere in Deutschland. Es folgten Wechsel in der Besetzung, sodass neben Brian McTernan und Ken Olden nun Bassist Ben Chused und Schlagzeuger Al Rosenberg in der Band waren. Danach folgte eine Tour durch Europa. Ihr Debütalbum namens Only the Diehard Remain wurde im Jahr 1994, bei Tidal Records (USA) bzw. Lost & Found Records (Europa) veröffentlicht. Auf dem Album war auch das 7-Seconds-Cover We're Gonna Fight zu hören. Im Lied war Ken Olden als Gitarrist und Schlagzeuger zu hören. Im selben Jahr veröffentlichten sie die EP Let the Past Go, sowie eine Split-EP mit Ignite. Beide wurden bei Lost & Found Records veröffentlicht.
Im Jahr 1996 veröffentlichten sie das nächste Album namens Until the End, auf dem mit Young Till I Die ein weiteres 7-Seconds-Cover zu hören war. Zudem hatte die Band mit Jason Hamacher nun einen neuen Schlagzeuger, welcher auch Mitglieder der Band Frodus war. Ben Chused verließ die Band und spielte Schlagzeug in der Band Ten Yard Fight. Er wurde durch Graham Land ersetzt, welcher auch Gitarrist bei Better Than a Thousand war. Es folgte eine größere Tour durch die USA zusammen mit Ten Yard Fight und eine Tour durch Europa zusammen mit Damnation A.D..
Ihr drittes Album Whatever It Takes wurde bei Revelation Records im Jahr 1998 veröffentlicht. Nach der Veröffentlichung folgte eine Tour durch Europa und die USA zusammen mit Better Than a Thousand, In My Eyes und Speak 714. Anschließend trennte sich die Band aufgrund von Differenzen zwischen Brian McTernan und Ken Olden.
Im Jahr 2002 wurde das Kompilationsalbum Final Fury: 1990-1997 bei dem spanischen Hardcore-Label Soulforce Records veröffentlicht. 2012 fand die Band für zwei Auftritte im Rahmen der Feierlichkeiten zum 25-jährigen Bestehen von Revelation Records zusammen; neben McTerman, Olden und Hamacher trat dabei Mike Schleibaum (Darkest Hour) als Bassist auf. 2017 fand die Band in Originalbesetzung (mit Land am Bass) für einige Konzerte zusammen und veröffentlichte eine neue Single sowie ein weiteres Kompilationsalbum. An die Veröffentlichung schloss sich eine Europatournee an; weitere Auftritte auf europäischen Musikfestivals folgten 2019. Weitere Aktivitäten gab es zunächst nicht.
2025 reformierte sich die Band und absolvierte unter anderem eine Europatournee.
Gitarrist und Frontmann Ken Olden spielte auch bei Damnation A.D., Better Than a Thousand, When Tigers Fight, Worlds Collide, Far Cry, Fort Knox und Hard Strike. Er spielte außerdem den Bass bei Youth of Today auf ihrer Wiedervereinigungstour durch Europa im Jahr 2003. Sänger Brian McTernan, Plattenproduzent im Hardcore-Bereich, besitzt sein eigenes Studio namens Salad Days Studio in Baltimore. Er spielte zudem in den Bands Ashes, Miltown sowie My Best Mistake. Seit 2019 ist er Sänger der Band Be Well.

## Stil
Die Band spielte eine Mischung aus New-School- und Old-School-Hardcore, wobei auch Einflüsse aus dem Rock hörbar sind.
Der Musikjournalist Tony Rettman zählt das 1998 veröffentlichte Album Whatever It Takes in seinem Genreführer Straight Edge: A Clear-Headed Hardcore Punk History zu den essenziellen Werken der Straight-Edge-Bewegung.

## Diskografie
- 1991: Battery (EP, Deadlock Records)
- 1993: We Won’t Fall (EP, Lost & Found Records)
- 1994: Only the Diehard Remain (Tidal Records)
- 1994: Let the Past Go (Lost & Found Records)
- 1994: Split-EP, Lost & Found Records
- 1996: Until the End (Conversion Records)
- 1998: Whatever It Takes (Revelation Records)
- 2002: Final Fury: 1990-1997 (Kompilationsalbum, Soulforce Records)
- 2017: For the Rejected by the Rejected (Kompilationsalbum, Revelation Records)